# Gojra
Gojra är den största staden i distriktet Toba Tek Singh i den pakistanska provinsen Punjab. Folkmängden uppgick till cirka 175 000 invånare vid folkräkningen 2017.